# BoomBox
BoomBox (БумБокс) ist eine der erfolgreichsten ukrainischen Bands.

## Geschichte
Die Band wurde 2004 von Andrij Chlywnjuk (Gesang), Andrij Samojlo (Gitarre) und Walentyn Matijuk (DJ) gegründet. 2005 brachten sie ihr erstes Album Меломанiя (Melomania) heraus. 2006 erschien ihr zweites Album Family Бiзнес, welches in der Ukraine und Russland Gold erhielt. 2009 stießen Oleksandr Ljuljakin (Schlagzeug) und Denys Lewtschenko (Bass) zur Band hinzu. BoomBox tourte in der Ukraine, in Russland, aber auch im Westen Europas und Nordamerika.
Mit der Annexion der Krim im Jahr 2014 beendete die Band ihre Auftritte in Russland. 2019 wurde sie für die Besonderen Erfolge und Beiträge zur ukrainischen Musik ausgezeichnet.
Beim russischen Überfall auf die Ukraine 2022 schloss sich der Sänger Andrij Chlywnjuk den ukrainischen Streitkräften an. In Kiew sang er dabei das ukrainische Volkslied Oh, roter Schneeball auf der Wiese und veröffentlichte das Video auf Instagram. Der Auftritt wurde u. a. durch den südafrikanischen Sänger The Kiffness gecovert. Ein weiteres Cover ist Hey, Hey, Rise Up! von Pink Floyd, welche mit dem Lied erstmals nach 28 Jahren wieder gemeinsam Musik aufgenommen hatten.

## Diskografie
Alben
- 2005: Меломанія (Musiksucht)[9]
- 2006: Family бізнес (Familiengeschäft)
- 2007: Тримай (Festhalten)
- 2008: III
- 2010: Все включено (Alles inbegriffen)
- 2013: Термінал Б (Terminal B)
- 2017: Голий король (Nackter König)
- 2019: Таємний Код: Рубікон (Geheimcode: Rubikon)[10]